# Amkid (krater)
Amkid, (arab. امقيد; fr. Amguid) – krater uderzeniowy położony na Saharze w Algierii.
Wiek krateru został oceniony na mniej niż 100 tysięcy, ale więcej niż 10 tysięcy lat. Został utworzony przez uderzenie małej planetoidy w skały osadowe, piaskowce wieku dewońskiego. Krater jest dobrze zachowany; misa krateru jest częściowo wypełniona piaskiem naniesionym przez wiatr, co wyróżnia go wśród otaczających skał na zdjęciach lotniczych i satelitarnych.